# 多輻沙鰈
多輻沙鰈為輻鰭魚綱鰈形目鰈亞目冠鰈科的其中一種，為熱帶海水魚，分布於西太平洋新喀里多尼亞海域，棲息深度296-430公尺，體長可達6.1公分，棲息在底層水域，以小型底棲生物為食，生活習性不明。